# Сроковський Кость
Кость Сроко́вський  (пол. Konstanty Srokowski; 6 лютого 1878, Львів — 19 червня 1935, Трускавець) — польський публіцист, політичний діяч ліберально-демократичного напряму українського походження.

## Життєпис
Працював співредактором низки польських газет у Львові, Петербурзі й Кракові. З 1913 року посол до Галицького сейму. Замолоду писав українською мовою в «ЛНВ», у 1901 р. з'явилися його «Оповідання» (видання Українсько-Руської Видавничої Спілки).
На виборах у травні 1914 року обраний депутатом міської ради Кракова. У 1914 році як представник демократів входив до західної частини Вищого національного комітету.
Серед його праць зокрема: 

- «W stolicy białego cara» (1904),
- «Upadek imperializmu Austrii» (1913),
- «Sprawa narodowościowa na kresach wschodnich» (1924)

з критичним наставленням до польської національної політики на північно-західних українських і білоруських землях у тодішній Польщі.